# LaGrand-Entscheidung
Die LaGrand-Entscheidung (Deutschland v. Vereinigte Staaten) des Internationalen Gerichtshofs (IGH) vom 27. Juni 2001 betraf das Recht auf konsularischen Beistand nach dem Wiener Übereinkommen über konsularische Beziehungen. Der Gerichtshof stellt zudem fest, dass seine einstweiligen Gerichtsbeschlüsse rechtsverbindlich waren und dass die in der Konvention enthaltenen Rechte nicht durch die Anwendung innerstaatlicher Rechtsverfahren bestritten werden konnten.

## Hintergrund
Am 7. Januar 1982 verübten die deutschen Brüder Karl-Heinz LaGrand (20. Oktober 1963 – 24. Februar 1999) und Walter Bernhard LaGrand (26. Januar 1962 – 3. März 1999) in Marana (Arizona), einen bewaffneten Banküberfall. Dabei wurden ein Mann getötet und eine Frau schwer verletzt. Sie wurden daraufhin vor einem amerikanischen Gericht angeklagt und zum Tode verurteilt. Obwohl beide seit ihrem vierten bzw. fünften Lebensjahr in den Vereinigten Staaten gelebt hatten, hatte keiner von beiden die US-Staatsbürgerschaft erhalten. In den Prozess hätte daher das deutsche Konsulat nach Art. 36 Abs. 1 lit. b WÜK involviert und die LaGrands über ihr Recht auf konsularischen Beistand informiert werden müssen. Sie erfuhren hiervon erst im Nachhinein und kontaktierten schließlich Konsul Wiliam Behrens, Leiter des deutschen Konsulats in Phoenix. 1992 legten sie Berufung ein mit der Begründung, dass sie nicht über ihr Recht auf konsularischen Beistand informiert wurden und sich mit konsularischer Hilfe möglicherweise besser hätten verteidigen können. Das Bundesgericht wies die Berufung jedoch zurück und führte aus, dass die Einwände nicht erhoben werden könnten, da sie nicht zuvor im Instanzgericht erhoben wurden (Präklusion).
Diplomatische Bemühungen, darunter Bitten des deutschen Botschafters Jürgen Chrobog und der deutschen Bundestagsabgeordneten Claudia Roth sowie die Empfehlung des Begnadigungsausschusses von Arizona, konnten die Gouverneurin von Arizona, Jane Dee Hull, nicht überzeugen, von den Hinrichtungen abzusehen. Karl LaGrand wurde anschließend am 24. Februar 1999 durch eine Giftspritze hingerichtet. Walter LaGrand wurde am 3. März 1999 durch tödliches Gas hingerichtet und ist die letzte Person, die auf diese Weise in den Vereinigten Staaten hingerichtet wurde.

## Der Fall
Nach der Vollstreckung des Todesurteils gegen Karl LaGrand erhob Deutschland am 2. März 1999 im Wege des diplomatischen Schutzes Klage gegen die USA vor dem Internationalen Gerichtshof. Wenige Stunden vor der Hinrichtung von Walter LaGrand beantragte Deutschland eine vorläufige gerichtliche Verfügung, um die Hinrichtung von Walter LaGrand zu verschieben, welche der Gerichtshof auch erließ.
Daraufhin erhob Deutschland beim Obersten Gerichtshof der USA Klage auf Vollstreckung dieser einstweiligen Anordnung. Der Oberste Gerichtshof der USA entschied jedoch, dass er im Hinblick auf die Klage Deutschlands gegen Arizona aufgrund der elften Änderung der US-Verfassung, die es Bundesgerichten untersagt, Klagen ausländischer Staaten gegen einen US-Bundesstaat zu verhandeln, nicht zuständig sei. In Bezug auf das Verfahren Deutschlands gegen die Vereinigten Staaten vertrat es die Auffassung, dass die Doktrin der Verfahrenssäumnisse mit der Wiener Konvention nicht unvereinbar sei und dass, selbst wenn die Verfahrenssäumnisse der Wiener Konvention widersprachen, durch späteres Bundesrecht – den Antiterrorismus- und Wirksamer Death Penalty Act von 1996 -, verdrängt wurde.
Der US-Solicitor General richtete im Rahmen dieses Verfahrens ein Schreiben an den Obersten Gerichtshof und argumentierte, dass vorläufige Maßnahmen des Internationalen Gerichtshofs nicht rechtsverbindlich seien. Auch das US-Außenministerium leitete die vorläufige Maßnahme des IGH kommentarlos an die Gouverneurin von Arizona weiter. Der Begnadigungsausschuss von Arizona empfahl der Gouverneurin aufgrund des anhängigen IGH-Verfahrens eine Aussetzung der Strafvollstreckung, aber diese ignorierte die Empfehlung.
Deutschland änderte daraufhin seine Klage im Fall vor dem IGH und behauptete, die USA hätten durch die Nichtumsetzung der einstweiligen Maßnahmen gegen das Völkerrecht verstoßen. Entgegen dem deutschen Vorbringen argumentierten die Vereinigten Staaten, dass die Wiener Konvention keine Rechte an Einzelpersonen, sondern nur an Staaten gewähre; dass die Konvention gemäß den Gesetzen jedes Vertragsstaats ausgeübt werden sollte, was im Fall der Vereinigten Staaten bedeutete, dass sie der Doktrin des Verfahrensfehlers unterliegen; und dass Deutschland den IGH in einen internationalen Berufungsgerichtshof verwandeln wollte.

## Entscheidung des IGH
Am 27. Juni 2001 entschied der IGH, der alle Argumente der Vereinigten Staaten zurückwies, zugunsten Deutschlands. Der IGH entschied, dass das Wiener Übereinkommen über konsularische Beziehungen von denen diese Rechte ausgeübt werden sollten. Der IGH stellte auch fest, dass seine eigenen vorläufigen Maßnahmen rechtsverbindlich waren. Die Natur vorläufiger Maßnahmen ist im Völkerrecht stark umstritten; der englische Text des Statuts des Internationalen Gerichtshofs impliziert, dass sie nicht bindend sind, während der französische Text andeutet, dass sie es sind. Angesichts eines Widerspruchs zwischen zwei gleichermaßen authentischen Gesetzestexten prüfte das Gericht, welche Auslegung den Zielen und Zwecken des Gesetzes besser diente, und befand sie daher für bindend. Dies war das erste Mal in der Geschichte des Gerichts, dass es als solches entschieden hatte.
Das Gericht stellte auch fest, dass die Vereinigten Staaten durch die Anwendung von Verfahrensfehlern gegen das Wiener Übereinkommen verstoßen haben. Das Gericht betonte nachdrücklich, dass es nicht über die Doktrin selbst urteile, sondern nur ihre Anwendung auf Fälle, die die Wiener Konvention betreffen.

## Rechtliche Kernaussagen
Die Pflicht aus Art. 36 Abs. 1 lit. b WÜK zur Unterrichtung der Konsularbehörden des Entsendestaates gilt absolut und unabhängig vom Erfolg des konsularischen Beistandes im Verfahren. Zudem gibt es dem Inhaftierten ein eigenes subjektives Recht auf konsularischen Beistand, dessen Verletzung der Heimatstaat im Wege diplomatischen Schutzes rügen kann. Schließlich sind einstweilige Anordnungen des IGH rechtsverbindlich und von den Streitparteien zu befolgen; die bundesrechtliche Kompetenzverteilung entbindet einen Staat nicht von der völkerrechtlichen Verantwortlichkeit.

## Nachweise
1. ↑  LaGrand Case (Germany v. United States  of America), Urteil des IGH vom 14. Februar 2002, ICJ Reports 2001, 466
2. ↑  (Nachfolgende Bundesgesetze setzen frühere selbstausführende Vertragsbestimmungen außer Kraft, Whitney v. Robertson, 124  U.S. 190 (1888))
3. ↑  Judgment of 27 June 2001. (PDF) In: International Court of Justice. Abgerufen am 11. Januar 2024 (englisch).
4. ↑  The Court finds that the United States bas breached its obligations to Germany and to the LaGrand brothers onder the Vienna Convention on Consular Relations. (PDF) In: Communiqué (unofficial for immediate release). International Court of Justice, abgerufen am 11. Januar 2024 (englisch).
5. ↑  Andreas von Arnauld: Völkerrecht (= Schwerpunktbereich Öffentliches Recht/Steuerrecht). 5., neu bearbeitete  Auflage. C.F. Müller, Heidelberg 2023, ISBN 978-3-8114-5837-6, S. 613 f.